# プリンセスメゾン
『プリンセスメゾン』は、池辺葵による日本の漫画。ウェブコミックサイトの『やわらかスピリッツ』（小学館）にて、2014年8月7日から2018年11月1日まで配信。全51話。モチイエ女子projectにて、「モチイエ女子web限定秘話」も掲載。
このマンガがすごい!2016のオンナ編の10位、第3回フラウマンガ大賞では特別賞を受賞。
2016年にテレビドラマ化（後述）。

## あらすじ
東京で一人暮らしをしながら、持ち家取得に奔走する20代女性の沼越幸の家探しの物語を主軸に、様々な事情・環境・想いを持った色々な世代の女性の「ひとりだけの自分の家」にまつわるエピソードが綴られている。

## 登場人物
沼越 幸（ぬまごえ さち）
東京の狭いアパートの部屋で一人暮らしをしながら、居酒屋チェーンで正社員として働く若い独身女性。両親は高校生時代に事故で他界しており、高校卒業までの2年は滋賀県の伯父の家で養われていた。
持ち家取得に強い意欲を持ち、そのために現実的に貯蓄やマンション見学に励み、ローン診断や審査に臨んでいる。
伊達 政一
デベロッパー「持井不動産」の社員。幸が酔狂で見学に来ているわけではないと知り、条件に合う物件探しに協力する。
要 理子
「持井不動産」のベテラン派遣スタッフ。幸が働く居酒屋「じんちゃん」を偶然訪れたのをきっかけに、幸の自宅を訪れたり、「沼ちゃん」と呼ぶ間柄になり、家探しにも協力的になる。
阿久津 マリエ
「持井不動産」の新人派遣スタッフ。

## 書誌情報
- 池辺葵『プリンセスメゾン』小学館、全6巻
  1. 2015年05月12日発売、ISBN 978-4-09-187016-2
  2. 2016年02月12日発売、ISBN 978-4-09-187459-7 [3]
  3. 2016年10月19日発売、ISBN 978-4-09-187848-9 [4]
  4. 2017年06月12日発売、ISBN 978-4-09-189529-5
  5. 2018年03月12日発売、ISBN 978-4-09-189832-6
  6. 2019年01月11日発売、ISBN 978-4-09-860214-8

## テレビドラマ
同名タイトルで、2016年10月25日から12月13日まで、NHK BSプレミアムのプレミアムよるドラマ枠で放送。全8回。主演は森川葵。
第33回ATP賞テレビグランプリにて優秀賞を受賞。

### キャスト
- 沼越 幸〈26〉 - 森川葵[5]
- 伊達 政一〈35〉 - 高橋一生[5]
- 要 理子〈37〉 - 陽月華[5]
- 奥田 直人〈25〉 - 志尊淳[5]
- 阿久津 マリエ〈25〉 - 舞羽美海[5]
- 中森 扶美〈50〉 - 渡辺真起子
- 井川 流〈62〉 - 木野花
- 藤堂 紅〈70〉 - 渡辺美佐子
- 沼越 えつこ〈26〉 - 深川麻衣[5]

### スタッフ
- 原作：池辺葵
- 脚本：髙橋泉、松井香奈
- 音楽：山田勳生、平本正宏
- 制作統括：出水有三、齋藤寛朗
- 演出：池田千尋、大橋祥正

### 放送日程
| 放送回 | 放送日   | サブタイトル         | 脚本            | 演出     |
| ------ | -------- | -------------------- | --------------- | -------- |
| 第1回  | 10月25日 | わたしのいえ         | 髙橋泉          | 池田千尋 |
| 第2回  | 11月01日 | 身の丈に合った物件   | 髙橋泉          | 池田千尋 |
| 第3回  | 11月08日 | 女が１人で生きること | 髙橋泉          | 大橋祥正 |
| 第4回  | 11月15日 | 憧れのライフスタイル | 髙橋泉          | 大橋祥正 |
| 第5回  | 11月22日 | いつかの家           | 松井香奈 髙橋泉 | 池田千尋 |
| 第6回  | 11月29日 | もう帰らない家       | 松井香奈 髙橋泉 | 池田千尋 |
| 第7回  | 12月06日 | 旅人                 | 髙橋泉          | 池田千尋 |
| 最終回 | 12月13日 | 生きる               | 髙橋泉          | 池田千尋 |